# 弗朗什-孔泰大学
弗朗什-孔泰大学（法語：Université de Franche-Comté），又名贝桑松大学，是一所法国公立大学。该校于1423年成立，目前在贝桑松、贝尔福、蒙贝利亚尔、沃苏勒、隆勒索涅设有校园。

## 历史
1423年，弗朗什-孔泰大学由瓦卢瓦王朝第三代勃艮第公爵菲利普三世创建于多勒，设有神学院、法学院和医学院。1691年路易十四下令将弗朗什-孔泰地区首府和当地的大学一并迁至贝桑松。

## 校友
- 天野之弥：日本外交家。
- 让-吕克·梅朗雄：欧洲议会议员。
- 阿卜杜拉耶·瓦德：塞内加尔政治家，前总统。